# Therese Hilbert
Therese Hilbert (* 1948 in Zürich) ist eine Schweizer Goldschmiedin.

## Leben
Von 1964 bis 1969 liess sich Therese Hilbert an der Schule für Gestaltung in Zürich bei Max Fröhlich zur Goldschmiedin ausbilden. 
Anschliessend arbeitete sie in verschiedenen Werkstätten in Zürich und Bern. 1972 ging sie nach München, um an der dortigen Akademie der Bildenden Künste bei Hermann Jünger zu studieren. Sechs Jahre später erhielt sie ihr Diplom. Seit ihrem Studium lebt und arbeitet Therese Hilbert in München. Sie ist verheiratet mit dem Schmuckkünstler Otto Künzli und Mutter der Fotografin Miriam Künzli. Therese Hilberts Arbeiten werden international gezeigt und gesammelt, vor allem in Deutschland, Österreich, der Schweiz, den Niederlanden, Australien, Japan und den USA.

## Werk
Im Mittelpunkt steht das Thema der Gefühle, umgesetzt in der Gestalt des Vulkans als eines natürlichen Phänomens und bedeutsamer kultureller Metapher. Unter anderem gibt es den Bezug zur künstlerischen Arbeitsweise als einem Aus-sich-selbst-Schöpfen. Diese wie andere der historisch häufig als männlich gedachten Vulkandeutungen erscheinen bei ihr geschlechtsneutral oder als eine Darstellung von Weiblichkeit, „in der Wehrhaftigkeit und Verteidigungsbereitschaft nicht im Widerspruch stehen zu Schönheit, Eleganz und Anmut“. Ebenso wichtig ist das in ihren Arbeiten aufscheinende „Generalthema vom Widerstreit der Antagonismen Sanftheit und Aggression, Schutz und Bedrohung, also von Liebe und Hass“ All das variierte sie über die Jahre ihres Schaffens in Motivgruppen. Bevorzugtes Material ist Silber. Teilweise fügte sie weitere Materialien hinzu wie Koralle oder das durch vulkanische Aktivität entstandene Obsidian. Selten nutzte sie MDF und Stahl. Teilweise übermalte sie die Arbeiten mit farbigem Lack. Besondere Merkmale ihrer Kunst sind die formale Strenge, konzeptuelle Konzentration und gestaltete Abstraktion, welche eine „symbolische Potenz von universeller Dimension“ repräsentiert.

## Arbeiten in öffentlichen Sammlungen (Auswahl)
- Deutsches Goldschmiedehaus Hanau
- American Craft Museum, New York (Donna Schneier Collection)
- Bundesamt für Kultur, Bern
- Die Neue Sammlung – The international Design Museum München
- Gewerbemuseum Winterthur
- Grassi Museum, Leipzig
- Israel-Museum, Jerusalem, Israel
- Knapp Collection, New York
- LACMA – Los Angeles County Museum of Art, Los Angeles
- Alice und Louis Koch Kollektion, Schweizerisches Nationalmuseum, Zürich
- Kunstgewerbemuseum, Staatliche Museen zu Berlin
- MFAH – The Museum of Fine Arts, The Helen William Drutt Collection, Houston
- mudac – musée cantonal de design et d’arts appliqués contemporains, Lausanne
- Museum of Arts and Design, New York
- Museum für angewandte Kunst, Frankfurt am Main
- National Gallery of Victoria, Melbourne
- Stedelijk Museum, Amsterdam
- The Dallas Museum of Arts, Dallas
- The Hiko Mizuno Collection, Tokio

## Ausstellungen (Auswahl)
- 1979: Schmuckmuseum Pforzheim
- 1980: Goldschmiedehaus Hanau; Galerie Alberstrasse, Graz
- 1981: Galerie Academia, Salzburg
- 1982: Galerie Ra, Amsterdam
- 1984: Galerie cubo, Lugano
- 1985: Galerie cada, München; Galerie V & V, Wien; Galerie Droschl, Graz
- 1986: Fragments, Helen Drutt Gallery, Philadelphia; Galerie Louise Smit, Amsterdam
- 1987: Galerie cubo, Lugano
- 1989: Galerie Louise Smit, Amsterdam; Galerie Spektrum, München; Galerie Michèle Zeller, Bern
- 1990: Rezac Gallery, Chicago
- 1991: Galerie für modernen Schmuck, Frankfurt; Galerie Louise Smit, Amsterdam
- 1992: Galerie Michèle Zeller, Bern; Galerie Slavik, Wien
- 1994: Jeweler’s Werk, Washington
- 1996: Weiss und Schwarz, Galerie für angewandte Kunst, München; Galerie Michèle Zeller, Bern
- 1997: Hier und Jetzt, Galerie Ra, Amsterdam
- 1998: Insight - Inside, Jeweler’s Werk, Washington
- 1999: Hollow but not empty, Gallery Funaki, Melbourne
- 2002: Hohl aber nicht leer, Galerie Ra, Amsterdam
- 2003: Geheime Orte, Galerie Michèle Zeller, Bern
- 2004: Glow, Gallery Funaki, Melbourne
- 2005: Glow, Jeweler’s Werk, Washington
- 2006: Glut, Galerie Ra, Amsterdam
- 2007: Wie Du mir – so ich Dir, Ecke Galerie, Augsburg; Ardore, Galleria Maurer Zilioli, Desenzano d/Garda
- 2009: Yali, Galerie Ra, Amsterdam; durch den Sinn gefahren, Galerie S O, Solothurn
- 2010: Leonids and Fumarols, Gallery Funaki, Melbourne
- 2013: Therese Hilbert, Maurer Zilioli Contemporary Arts, Kunstbüro Reillplast, München
- 2016: Hilbert & Künzli, Gewerbemuseum Winterthur, Winterthur; Evil and I, Gallery Funaki, Melbourne
- 2023: Therese Hilbert - Rot, Die Neue Sammlung / The Design Museum, Pinakothek der Moderne, München